# Thomas Haley
 (novembre 2024).
Thomas Haley, né le 7 décembre 1951 à Salem, Oregon, est un photojournaliste et documentariste d'origine Américaine, installé en France depuis 1974.

## Biographie
Après avoir exercé le métier d'iconographe chez Magnum de 1979 à 1982, Thomas Haley commence une carrière de photoreporter au sein de l'agence Visions.
De 1983 à 2011, il rejoint Sipa Press en qualité de grand reporter, couvrant de nombreux conflits armés (Philippines, Moyen-Orient, Guerre du Golfe, Yougoslavie...) et témoignant des grands bouleversements politiques, du Panama aux révolutions arabes, en passant par Tiananmen. Ses photographies ont été publiées dans des journaux et magazines tels que GEO, LIFE, Le Monde 2 ou Médiapart.
Depuis 2010, il réalise des films documentaires, dont le court métrage « American Dreamer », prix du meilleur court métrage au festival Vision du Réel de Nyon. 
En 2021, son documentaire « Sauver l’Amérique » fait partie de la sélection officielle du festival FIGRA (section « Autrement Vu »).
Entre 2004 et 2011 il a présidé l’association des photographes de Sipa Press, et a siégé au conseil d’administration de l’Union des Photographes Professionnels pour la défense des droits des photographes et la photographie d’information.

## Prix et distinctions
- 1982 : Pictures of the Year (POY)- « Butlers » / GEO
- 1984 : World Press Award – « Bhopal » / Newsweek
- 1987 : Pictures of the Year (POY) – « Séoul / Manifs » / Time
- 2006 : Prix Spécial du Jury Paris Match pour « Bosnie+10 »
- 2013 : Prix La Mobilière pour le meilleur court métrage de la compétition internationale au Festival Vision du Réel (Nyon, Suisse) pour « American Dreamer ».